# 임유간
임유간(林惟幹, ? ~ ?)은 고려 후기의 권신 겸 정치가이며 무신정권 집권자인 임연의 아들이자 임유무, 임유인의 형이다. 본관은 진천(鎭川)이다.

## 생애
임연의 첫째 아들로 태어났다고 알려져 있으나 일설에는 임유무가 첫째 아들이며 임유간은 둘째 아들이라고도 한다. 1270년 아버지 임연이 죽고 동생 임유무가 권력을 잡자 송군비, 이응렬과 함께 권력을 휘둘렀다. 그러다 얼마 못가 임유무가 송송례, 홍규에게 살해당하자 그는 어머니와 그의 아내, 그리고 어린 동생들인 임유거, 임유제와 함께 원나라로 압송되었다. 그 후, 원종, 충렬왕 시기 때 부원배로 활동하였다.

## 가계
- 아버지 : 임연(林衍 ? ~ 1270)
- 어머니 : ?
  - 동생 : 임유무(林惟茂 1248 ~ 1270)
  - 동생 : 임유인(林惟栶 1252 ~ 1270)
  - 동생 : 임유거(林惟柜)
  - 동생 : 임유제(林惟提)